# 太山寺温泉
神戸太山寺温泉（こうべたいさんじおんせん）は兵庫県神戸市西区（旧国播磨国）にある温泉。名称は徒歩5分の位置にある奈良時代創建の名刹、太山寺に由来する。

## 泉質
- アルカリ性単純弱放射能温泉（低張性アルカリ性低温泉）[1]
  - 源泉温度 : 27.2度
  - pH値 : 8.7
  - ラドン含有量 : 39.0×10-10　Ci／kg　（10.7 M・E／kg）
  - 湧出量 : 158 l/min（掘削、自噴）
- 性状：無色、澄明、無味、微弱な硫化水素臭、 長期間放置しても変化しない。

### 効能
ラジウム温泉として、単純温泉の「一般適応症」だけでなく「泉質別適応症」がある。
- 泉質別適応症：痛風、動脈硬化症、高血圧症、慢性胆のう炎、胆石症、慢性皮膚病、慢性婦人病
- 浴用効果：肥満症、糖尿病、不眠症、冷え性、更年期障害、不妊症、腎臓病、肝臓病、高血圧症、慢性リューマチ、神経麻痺、凍傷

※効能は万人にその効果を保障するものではない。

## 温泉街
「太山寺風致地区」内の山間部、自然景観に恵まれた場所にあり、温泉入浴施設として「湯～モアリゾート　太山寺温泉 なでしこの湯」がある。

### 湯～モアリゾート　神戸太山寺温泉なでしこの湯　概要
- 宿泊棟
  - 宴会場―4室（80名収容、他3室）　
  - 会議室―2室（六甲：25名収容・摩耶：25名収容）
- 温泉棟（なでしこの湯、営業時間：8時～23時、年中無休 ）
  - 和風大浴場
  - 洋風大浴場
  - ジェットバス
  - ジャグジー
  - ナノミストサウナ
  - ロウリュウサウナ
  - 炭酸泉
  - 源泉かけ流し風呂
  - 打たせ湯
  - 身障者用浴槽あり
- 駐車場―  120台
- 所在地― 〒651-2108 兵庫県神戸市西区伊川谷町前開270-1

### 周辺情報
- 太山寺
- 太山寺安養院庭園
- 太山寺成就院庭園
- 如意寺

## 交通アクセス
神戸市営地下鉄西神・山手線 学園都市駅 徒歩25分（湯～モアリゾート　太山寺温泉なでしこの湯まで 無料シャトルバス有）
神姫バス14系統　（明石駅-伊川谷駅-太山寺-名谷駅）　下車すぐ
- JR神戸線 明石駅から…「太山寺」行きまたは「名谷駅」行きで35分
- 神戸市営地下鉄西神・山手線 伊川谷駅から…「太山寺」行きまたは「名谷駅」行きで7分
- 神戸市営地下鉄西神・山手線 名谷駅から…「明石駅」行きで18分